# Hernesaari (Santahamina)
Hernesaari est une île du golfe de Finlande dans le quartier de Santahamina à Helsinki en Finlande.

## Présentation
Hernesaari est une île, abritant des chalets pour le personnel de la défense, située dans la zone militaire de Santahamina, à l'est de Santahamina et au sud de Villinki. 
La superficie de l'île est de 12,6 ha. L'île abrite aussi une ancienne maison de pêcheur du milieu du XIXe siècle.